# Adari
Adari is een nagar panchayat (plaats) in het district Mau van de Indiase staat Uttar Pradesh. 

## Demografie
Volgens de Indiase volkstelling van 2001 wonen er 12.006 mensen in Adari, waarvan 52% mannelijk en 48% vrouwelijk is. De plaats heeft een alfabetiseringsgraad van 55%. 